# Włostów (Sainte-Croix)
Pour les articles homonymes, voir Włostów.
Włostów est une localité polonaise de la gmina de Lipnik, située dans le powiat d'Opatów en voïvodie de Sainte-Croix.